# Dêqên
För andra betydelser, se Dêqên (olika betydelser).
Dêqên, även känt som Dechen eller Tehtsin, är en autonom prefektur för tibetaner i Yunnan-provinsen. Den tillhör den kulturgeografiska regionen Kham.

## Administrativa enheter
Den autonoma prefekturen består av två härad och ett autonomt härad:
- Häradet Shangri-La;
- Häradet Dêqên;
- Det autonoma häradet Weixi för lisu-folket.

2001 bytte häraden Zhongdian officiellt namn till "Shangri-la" (kinesiska: 香格里拉?, pinyin: Xiānggélǐlā) efter James Hiltons kända roman. Huvudorten Zhongdian hade då länge varit ett mycket populärt turistmål, och kommunen vann rätt till namnet i strid med åtminstone en annan kommun i samma provins.